# 勇拂郡
勇拂郡（日语：／ Yūfutsu gun */?）為日本北海道的郡，同時跨越了膽振綜合振興局和上川綜合振興局的轄區。
郡名源自阿伊努語的「yu-put/yu-putu」（溫泉河口）或「i-put/i-putu」（出口）。

## 轄區
轄區包含3町1村：
- 膽振綜合振興局
  - 厚真町
  - 鵡川町
  - 安平町
- 上川綜合振興局
  - 占冠村

## 沿革

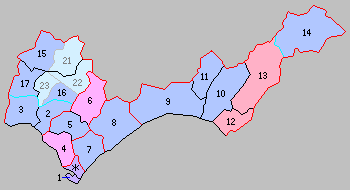
北海道一・二級町村制施行時勇払郡下辖町村（9.苫小牧村 10.厚真村 11.安平村 12.鹉川村 13.似湾村 14.占冠村 赤：鹉川町）

- 1869年8月15日：北海道設置11國86郡，膽振國勇拂郡成立。
- 1873年9月27日：勇拂郡開拓使出張所改遷移至苫細（現在的苫小牧市）。[2]
- 1880年：設置勇拂外5郡役所（勇拂郡、白老郡、千歲郡、沙流郡、新冠郡、靜內郡）於苫小牧村。
- 1897年11月：北海道實施支廳制，隸屬室蘭支廳之管轄，此時勇拂郡下轄苫小牧村、勇拂村、植苗村、樽前村、錦多峰村、覺生村、小糸魚村、厚真村、安平村、鵡川村、井戶目村、萠別村、生鼈村、似灣村、穗別村、累標村、邊富內村。[3]（17村）
- 1902年4月1日：樽前村、覺生村、錦多峰村、小糸魚村、苫小牧村、勇拂村、植苗村合併為苫小牧村，並成為北海道二級村。（11村）
- 1905年5月31日：占冠村从边富内村分村。（12村）
- 1906年4月1日：
  - 厚真村、安平村分別成為北海道二級村。[4] [5]
  - 占冠村改隸屬上川支廳管轄，因此勇拂郡成為跨支廳的郡。
- 1915年4月1日：（9村）
  - 鵡川村、井戶目村、萠別村、生鼈村合併為鵡川村，併成為北海道二級村。
  - 厚真村成為北海道一級村。
- 1918年1月1日：苫小牧村改制為苫小牧町。（1町8村）
- 1919年4月1日：（1町5村）
  - 苫小牧町成為北海道一級町。
  - 似灣村、穗別村、累標村、边富内村合併為似灣村、占冠村分別成為北海道二級村。
- 1922年：室蘭支廳改名為膽振支廳。
- 1923年4月1日：安平村成為北海道一級村。
- 1929年10月1日：似灣村改名為穗別村。
- 1943年6月1日：北海道一級二級町村制廢止，鵡川村、穗別村、占冠村改為內務省指定村。
- 1946年10月5日：指定町村制廢止。
- 1948年4月1日：苫小牧町改制為苫小牧市，並脫離勇拂郡之管轄。（5村）
- 1952年8月1日：追分村從安平村分割獨立設置。（6村）
- 1953年4月1日：鵡川村改制為鵡川町。（1町5村）
- 1953年10月1日：追分村改制為追分町。（2町4村）
- 1954年10月1日：安平村改名為早來村。
- 1957年1月1日：早來村改制為早來町。（3町3村）
- 1960年1月1日：厚真村改制為厚真町。（4町2村）
- 1962年1月1日：穗別村改制為穗別町。（5町1村）
- 2006年3月27日：（3町1村）
  - 早來町和追分町合併為安平町。
  - 鵡川町和穗別町合併為鵡川町。

## 出身名人
- 铃木章 - 2010年諾貝爾化學獎得主